# Volić Veli (Palagruško otočje)
Volić Veli je čer v Jadranskem morju. Pripada Hrvaški. Nahaja se približno 130 metrov zahodno od otoka Vela Palagruža.
Površina čeri je 260 m², otok pa se dviga 10 m iz morja.